# Vnetljivost
Vnetljivost je sposobnost snovi, da gori, se vname, povzroči požar ali izgoreva. Stopnja težavnosti, ki je potrebna, da se snov vname, je opredeljna skozi požarno testiranje. Na mednarodni ravni obstaja več protokolov, kako testirati vnetljivost. Glede na dosežene ocene, se rezultati uporabijo pri gradbenih dovoljenjih, zahtevkih glede zavarovanja, ter pri ostalih predpisih pri uporabi gradbenih materialov, shranjevanju in upravljanju z visoko vnetljivimi snovmi zunaj in znotraj stavb, ter pri površinskem in zračnem prevozu.

### Definicija
Zgodovinsko gledano je vnetljivo in gorljivo pomenilo "sposoben goreti". Beseda "vnetljivo" je prišla iz francoskega izraza, ki je bil povzet iz latinskega jezika inflammāre = “zanetit”. Vnetljivost je uporabljena pri materialih, ki se hitreje zanetijo od ostalih materialov in so zaradi tega nevarnejši in posledično bolj regulirani. V ZDA so po definiciji vnetljivih tekočin tiste, ki imajo plamenišče pod 100 ° F (38 ° C). Tekočine s plameniščem nad 100 ° F (38 ° C) pa so označene kot gorljive. Vnetljive trdne snovi so snovi, ki so hitro vnetljive in lahko povzročijo ali pripomorejo k požaru zaradi trenja.
Hitro vnetljive trdne snovi, ki so v prahu, granulah ali mastnih snoveh, so nevarne, če se lahko s kratkotrajnim stikom z virom vžiga hitro vnamejo (goreča vžigalica), in če hitro širijo ogenj. Tehnične opredelitve se razlikujejo od države do države, zato so Združeni narodi ustvarili globalno usklajeni sistem za razvrščanje in označevanje kemikalij, ki določa temperaturo plamenišča vnetljivih tekočin. Le ta mora biti med 0 in 140 ° F (60 ° C). Pri gorljivih tekočinah pa mora biti med 140 ° F (60 ° C) in 200 ° F (93 ° C).

### Kategorizacija gradbenih materialov
- DIN4102 A1: Negorljiva steklena volna
- DIN4102 A2: Protipožarni omet s polistirenskimi kroglicami
- DIN 4102 B1: Silikon (težko vnetljiv / pogosto samougasljiv)
- DIN 4102 B2: Les, normalna gorljivost
- DIN 4102 B3: Poliuretanska pena (hitro gorljiva)

Materiali so lahko testirani po stopnji vnetljivosti in gorljivosti v skladu z nemškim DIN 4102, kot tudi britanskim BS 476, ki se vključuje pri testiranju pasivnih protipožarnih sistemov.

#### Kategorije glede na stopnjo vnetljivosti kot gorljivosti:
| Oznaka | Stopnja vnetljivosti |
| ------ | -------------------- |
| A1     | 100% nevnetljive     |
| A2     | ~98% nevnetljive     |
| B1     | Težko vnetljive      |
| B2     | Normalno vnetljive   |
| B3     | Hitro gorljive       |

Eden izmed novejših standardov je EN 13501-1 - Požarna klasifikacija gradbenih proizvodov in elementov stavb, ki zamenja A2 z A2/B, B1 z C, B2 z D/E in B3 z F. Z B3 ali F označeni materiali se ne smejo uporabljati v stavbah, razen v kombinaciji z drugimi materiali, ki zmanjšujejo vnetljivost teh materialov.

### Pomembne karakteristike

#### Plamenišče
Plamenišče materiala je metrika, kako enostavno zanetimo hlape materiala, ko izhlapeva v ozračje. Nižje plamenišče kaže višjo vnetljivosti. Materiali s plameniščem pod 100 ° F (38 ° C) so urejeni v ZDA s strani OSHA kot potencialne nevarnosti na delovnem mestu.

#### Parni tlak
Parni tlak tekočine, ki se spreminja s temperaturo, je merilo, koliko hlapov tekočine se običajno koncentrira v ozračje ko tekočina izpari. Parni tlak je glavni dejavnik plamenišča, z višjimi parnim pritiskom, ki vodi do nižjih plamenišč in višje vnetljivosti.

### Vnetljivost pohištva
Vnetljivost pohištva je zaskrbljujoča, saj lahko cigarete in nesreče s svečami sprožijo domače požare. Leta 1975 je Kalifornija začela izvajati Tehnični Bilten 117 (TB 117), ki je potreben, da snovi, kot so poliuretanska pena, ki se uporablja za polnjenje pohištva, da lahko vzdrži majhen odprt plamen primerljiv s svečo, za vsaj 12 sekund.
S poliuretansko peno proizvajalci pohištva običajno izpolnjujejo TB 117 z dodajanjem halogeniranih organskih zaviralcev gorenja. Čeprav nobena druga ameriška zvezna država ni imela podobnih standardov kot Kalifornija, imajo prozvajalci v Kaliforniji tako velik trg z izdelki, da jih distribuirajo po vsej ZDA.

### Primeri vnetljivih snovi
- Bencin
- Etanol / CH3CH2OH
- Guma
- Izopropil alkohol / CH3CH (OH) CH3
- Metanol / CH3OH
- Les
- Aceton / CH3COCH3
- Paper
- Nitrometan / CH3NO2

Za obstoječe stavbe se požarni predpisi osredotočajo na ohranjanje zasedenosti kot je bilo prvotno predvideno. Z drugimi besedami, če bi bil del stavbe zasnovan kot stanovanje, se ga ne sme nenadoma napolniti z vnetljivimi tekočinami in jo spremeniti v objekt za skladiščenje plina. Ravnanje in uporaba vnetljivih snovi v notranjosti stavbe je predmet lokalne požarne varnosti, ki se običajno izvršuje v lokalnih uradih za preprečevanje požarov.